# Conotyla fischeri
Conotyla fischeri är en mångfotingart som beskrevs av Cook och Collins 1895. Conotyla fischeri ingår i släktet Conotyla och familjen Conotylidae. Inga underarter finns listade i Catalogue of Life.